# Moses Isegawa
Moses Isegawa (ur. 10 sierpnia 1963) – ugandyjski pisarz.
Isegawa wyemigrował w 1990 do Holandii i od 2001 posiada obywatelstwo tego kraju. W 2006 powrócił do Ugandy. W Ugandzie uczęszczał do wielu szkół (m.in. seminarium katolickiego) oraz pracował jako nauczyciel. Pisze swe książki w języku angielskim, jednak ich pierwsze wydania ukazują się w języku niderlandzkim. 
Debiutował w 1998 stylizowanymi na autobiografię Kronikami abisyńskimi. Rozgrywająca się na przestrzeni 30 lat (1960–1990) saga rodzinna stała się w Holandii bestsellerem i została przetłumaczona na wiele języków. Gniazdo węży, druga powieść pisarza, ukazuje brutalne realia życia w Ugandzie za czasów rządów Idi Amina.

## Twórczość
- 1998 – Abessijnse kronieken (wyd. pol. pt. Kroniki abisyńskie, tłum. A. Dehue-Oczko, 2000)
- 1999 – Slangenkuil (wyd. pol. pt. Gniazdo węży, 2003)
- 2004 – Voorbedachte daden